# Andrographis lobelioides
Andrographis lobelioides är en akantusväxtart som beskrevs av Robert Wight. Andrographis lobelioides ingår i släktet Andrographis och familjen akantusväxter. Inga underarter finns listade i Catalogue of Life.